# Новомирське сільське поселення (Комсомольський район)
Новоми́рське сільське поселення (рос. Новомирское сельское поселение) — сільське поселення у складі Комсомольського району Хабаровського краю Росії.
Адміністративний центр та єдиний населений пункт — село Новий Мир.

## Населення
Населення сільського поселення становить 1068 осіб (2019; 1114 у 2010, 1349 у 2002).